# Volkswagen New Beetle
Volkswagen New Beetle (interní označení Typ 9C) je model automobilu uvedeného na trh automobilkou Volkswagen roku 1998. Automobil je zajímavý především díky retrodesignu, který měl odkazovat na legendárního Brouka.

## Historie

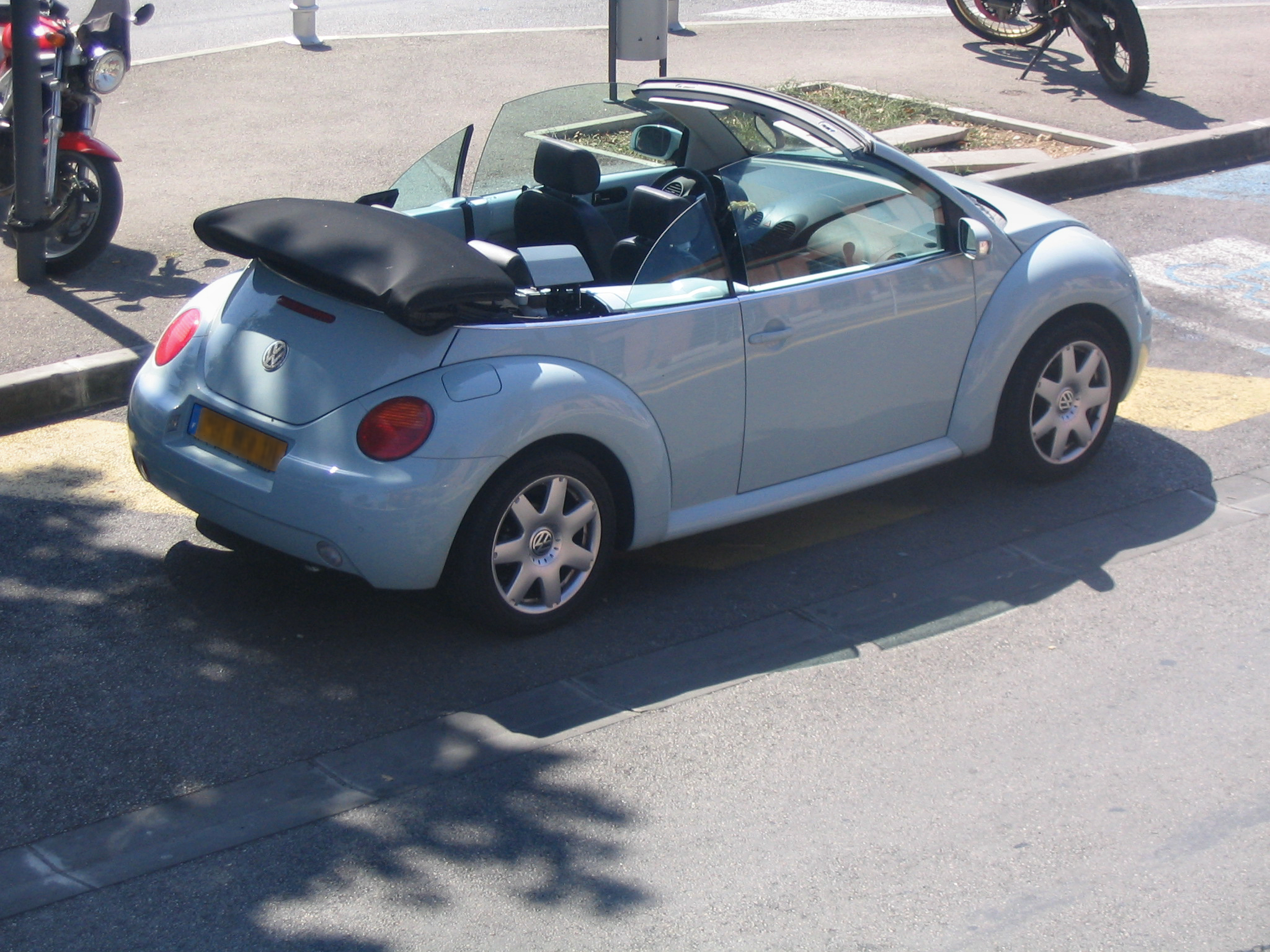
Kabriolet vyráběný od roku 2003

Design karoserie vychází ze studie Concept 1 představené v roce 1994. Výroba začala roku 1998. Automobil se vyrábí v Mexiku a nejdůležitějším trhem jsou Spojené státy americké. Podvozek (A4) sdílí New Beetle s čtvrtou generací Golfu, stejně jako některé další díly. Pod stylovou karoserii Volkswagen začal montovat jeden ze tří čtyřválcových zážehových motorů (1,6 s výkonem 102 k, 2,0 o výkonu 115 k a přeplňovaný 1,8 o výkonu 150 k) nebo motor dieselový (1,9 TDI o výkonu 90 k). Zatímco původní Brouk měl motor vzadu, New Beetle má motor vpředu, vzadu pak poměrně malý zavazadelník o objemu 209 l. Musely být provedeny změny na chladiči, uzpůsoben systém odpružení, tlumiče, výfukové a palivové vedení.
Uspořádání prostoru pro cestující připomíná v mnohém VW Brouka, např. madlo před odkládací schránkou u spolujezdce, držáky na B sloupcích, jediný kulatý budík či síťové odkládací kapsy ve dveřích a v neposlední řadě unikátní vázička u volantu.
V roce 2003 přibyla otevřená verze.

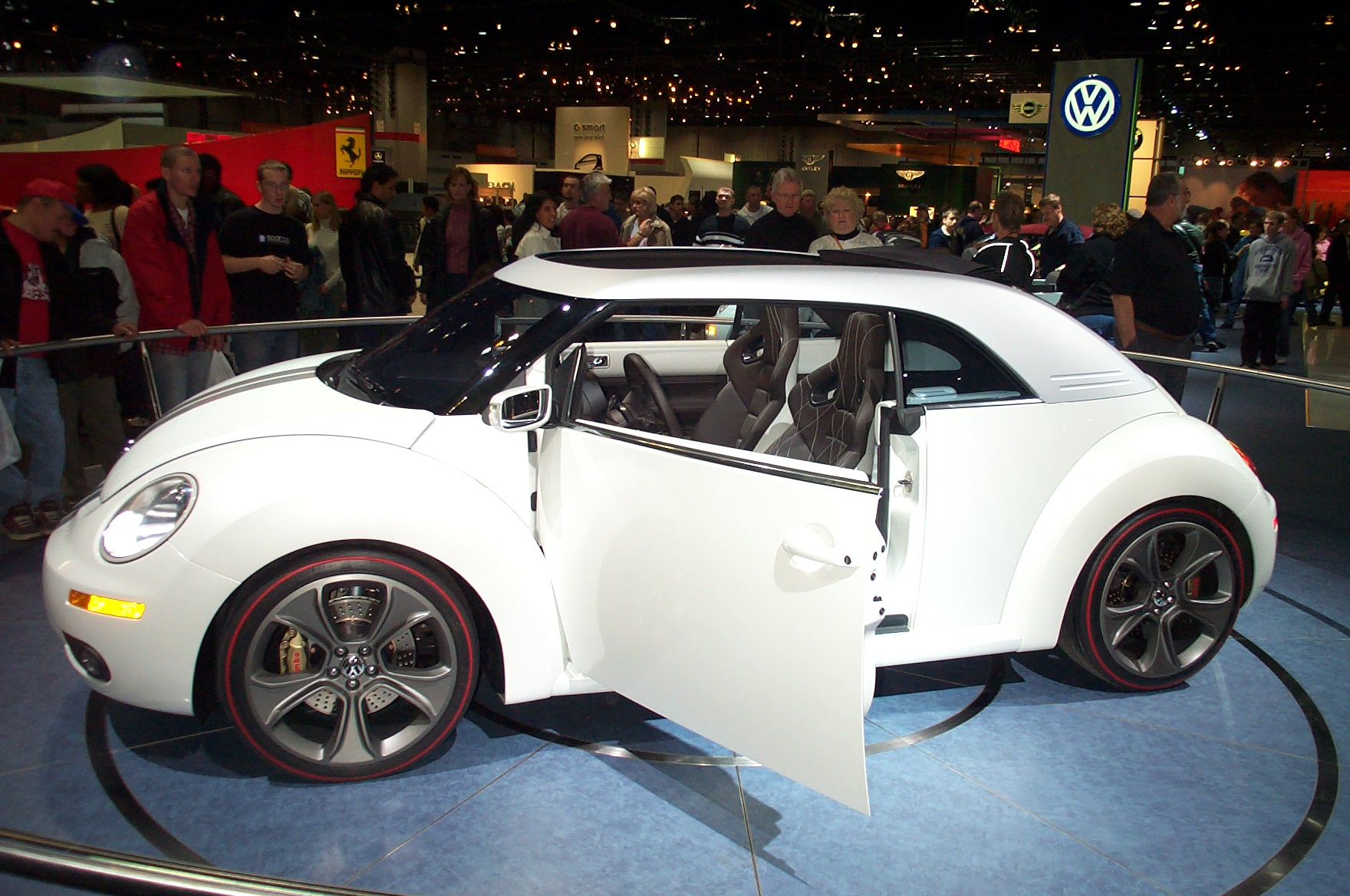
Studie Regster

V roce 2005 byla představena studie Regster, téhož roku New Beetle prošel faceliftem. Změny se dočkaly nárazníky, přední i koncové světlomety a blatníky. Nejsilnější motor, dvacetiventilový čtyřválec 1,8 by nahrazen pětiválcem o objemu 2,5 l.
V roce 2006 německé návrhářské centrum Edag představilo na ženevském autosalonu studii SUV s názvem Biwak, která z New Beetle vychází.